# Oribatella krivolutskyi
Oribatella krivolutskyi är en kvalsterart som beskrevs av Karppinen och Shtanchaeva 1987. Oribatella krivolutskyi ingår i släktet Oribatella och familjen Oribatellidae. Inga underarter finns listade i Catalogue of Life.